# Филимонов, Вадим Владимирович
Вадим Владимирович Филимонов (род. 18 мая 1990 года) — российский биатлонист.

## Биография
Родился 18 мая 1990 года в посёлке Красногорский Марийской АССР.
в 2014 году окончил Тобольскую государственную социально-педагогическую академию им. Д. И. Менделеева. 
В 2019 году окончил Сургутский Государственный университет

## Спортивная карьера
С 2001 по 2007 год занимался в СДЮШОР г. Тарко-Сале Пуровского района Ямало-Ненецкого автономного округа. Первый тренер — Зарко Любовь Юрьевна.
С 2007 по 2009 год занимался в СДЮСШОР г. Ханты-Мансийск. Тренер — Чингалаев Виктор Максимович. Победитель Первенства России по биатлону.
С 2009 года тренируется в БУ «ЦСПСКЮ» у С. А. Алтухова и В. П. Захарова.
Мастер спорта России (2009).
В 2010 году занял два первых места на Всероссийских соревнованиях в Уфе, где он победил в спринте и индивидуальной гонке.
В 2011 году на юниорском чемпионате России в Новосибирске победил в гонке патрулей.
Чемпион России 2014 года в командной гонке.
На зимней Универсиаде 2015 завоевал серебро в индивидуальной гонке на 20 км и золото в смешанной эстафете.
Мастер спорта международного класса (2015).
Благодарность Президента Российской Федерации (14 февраля 2015 года).
Чемпион России 2017 года в супер-спринте на 6 км, эстафете 4х7,5 км.
Победитель Ижевской винтовки 2018.
Чемпион России 2019 года в супер-пасьюте, смешанной эстафете, мужской эстафете
Также призёр в гонке преследования.
Кубок IBU 6 этап Арбер(Германия) 
8 место спринт, 6 место гонка преследованная
Победитель Кубок IBU Osrblie(Словакия)
Смешанная эстафета 2020 года 
Выступает за ЦСП сборных команд Югры (Ханты-Мансийск) и Ханты-Мансийский АО.